# La Magdalena Tlaltelulco
La Magdalena Tlaltelulco è una città dello stato di Tlaxcala, nel Messico centrale, capoluogo della omonima municipalità.
La municipalità conta 16.834 abitanti (2010) e ha un'estensione di 11,71 km².
Il paese è dedicato alla Maddalena, con l'aggiunta della parola Tlaltelulco, che in lingua nahuatl significa luogo dei tumuli.